# DITA (САУ)
DITA (англ. Digital Integrated Targeting Artillery) — колісна самохідна артилерійська установка калібру 155 мм, розроблена чеською компанією Excalibur Army на основі концепції чехословацької САУ Dana.
Система має значну автоматизацію, що дозволило скоротити екіпаж до двох осіб. Оператор озброєння може лише задавати координати, тоді як усі необхідні параметри стрільби розраховує балістичний обчислювач, заряджання та наведення здійснюються автоматично. У разі пошкодження автоматичних систем, наведення та заряджання можна виконувати вручну.

## Історія
Розроблення розпочалось 2019 року. Перший прототип було створено 2021 року, новітню машину презентували на міжнародній виставці озброєнь IDEX-2021 в Абу-Дабі, також було показано відео роботи автомата заряджання гармати.

## Опис
Система має значну автоматизацію, що дозволило скоротити екіпаж до двох осіб. Оператор озброєння може лише задавати координати, тоді як усі необхідні параметри стрільби розраховує балістичний обчислювач, заряджання та наведення здійснюються автоматично. У разі пошкодження автоматичних систем, наведення та заряджання можна виконувати вручну.
САУ керується за допомогою системи контролю М4 з сенсорним екраном. Її панель є знімною, що дозволяє керувати баштою, перебуваючи поза кабіною.
Передбачена можливість встановлювати башту на гусеничне шасі.
Характеристики:
- Калібр: 155 мм
- Довжина ствола: 45 клб[1]
- Швидкострільність: 6 постр./хв
- Боєзапас: 40 пострілів
- Віддаль стрільби: 39 км.

## Оператори
- Україна — 9 одиниць наявні та 6 замовлено станом на жовтень 2024 року[8].
  - 3-тя бригада оперативного призначення «Спартан»[9]
  - 12-та бригада Національної гвардії «Азов»[3]
  - 13-та бригада оперативного призначення «Хартія»[10]
  - Державна прикордонна служба України[11]

### Україна
Влітку 2021 року стало відомо, що САУ DANA M2 успішно завершили випробування в Україні і отримала схвальні відгуки українських військових. На початку травня 2022 року видання Defense Express з посиланням на власні джерела повідомило про переговори українського уряду з виробником САУ про придбання новітніх машин DITA. 28 лютого 2024 року стало відомо, що Нідерланди замовили виготовлення 9 САУ DITA для України.
17 жовтня 2024 року на вебсайті Міністерства оборони Нідерландів з'явилося повідомлення про те, що Нідерланди замовили у Чехії 6 нових 155-мм самохідних гаубиць DITA для України, а також про те, що попередні 9 замовлених САУ DITA вже були передані Україні цього літа.

### Азербайджан
14 травня 2024 року стало відомо, що Азербайджан має намір придбати близько 70 сучасних самохідних артилерійських установок DITA.